# Gualdo Cattaneo
Gualdo Cattaneo är en ort och kommun i provinsen Perugia i regionen Umbrien i Italien. Kommunen hade 5 892 invånare (2018).